# チェス用語一覧
チェス用語一覧（チェスようごいちらん）
チェス関連の用語一覧。五十音順。
英文字や数字で始まる用語は、そのあとの#英数の節
| 目次 | 目次 | 目次 | 目次 | 目次 | 目次 | 目次 | 目次 | 目次 | 目次 | 目次 |
| ---- | ---- | ---- | ---- | ---- | ---- | ---- | ---- | ---- | ---- | ---- |
| わ   | ら   | や   | ま   | は   |      | な   | た   | さ   | か   | あ   |
|      | り   |      | み   | ひ   |      | に   | ち   | し   | き   | い   |
| を   | る   | ゆ   | む   | ふ   |      | ぬ   | つ   | す   | く   | う   |
|      | れ   |      | め   | へ   |      | ね   | て   | せ   | け   | え   |
| ん   | ろ   | よ   | も   | ほ   |      | の   | と   | そ   | こ   | お   |

## あ
アイソレイティッド・ポーン
他の自分のポーンと隣接していない孤立ポーンのこと。 → ポーン#さまざまなポーンの形
アメリカ合衆国チェスリーグ
アメリカで開催されるプロチェスチームの対抗リーグ。
アメリカ合衆国チェス連盟
米国の公式チェス統括団体。
アンパッサン（アンパサン）
相手のポーンが初手で2マス進んできて自分のポーンの隣に並んだ場合、その直後の1手でのみ、まるで相手ポーンが1マスしか進んでいなかったかのように取ることができる特殊なルール

## い
イリーガル・ムーブ
ルールに反する不正な手。対局中に指すと失格の可能性もある。 → チェスのルール#イリーガル・ムーブ
インターナショナルマスター(International Master, IM)
グランドマスターに次ぐ国際的な称号。→ 国際チェス連盟のタイトル#インターナショナルマスター (International Master, IM)

## う
ウーマンFIDEマスター
女性向けのFIDE称号の1つで、WFMと略される。→ 国際チェス連盟のタイトル#ウーマンFIDEマスター (Woman FIDE Master, WFM)
ウーマンインターナショナルマスター
女性版インターナショナルマスター。略称はWIM。 → 国際チェス連盟のタイトル#ウーマンインターナショナルマスター (Woman International Master, WIM)
ウーマンキャンディデイトマスター
女性向け称号のうち最も初歩的な国際タイトル。略称はWCM。 → 国際チェス連盟のタイトル#ウーマンキャンディデイトマスター (Woman Candidate Master, WCM)
ウーマングランドマスター
女性向け最高位の国際称号。略称はWGM。 → 国際チェス連盟のタイトル#ウーマンキャンディデイトマスター (Woman Candidate Master, WCM)

## え
エチュード
芸術性や創造性を重視したチェスの課題。→エンドゲーム・スタディ
エンディング
試合終盤の局面。駒が少なくなった場面を指す。
エンドゲーム
エンディングと同義
エンドゲーム・スタディ
終盤をテーマにした構成問題。エチュードの一種。

## お
オープニング
試合の序盤戦。基本的な布陣や展開を構築する。
オープンゲーム
中央のポーンが早い段階で交換され、開かれた展開になる序盤。

## か
カリキュレイト
数手先の局面を読み、最善手を導き出す思考過程。

## き
棋譜
対局中のすべての手を記録した記録表や文章。
記述式
チェスの手を文章形式で記録する記譜法の一種。 → 棋譜#記述式
キャスリング
キングとルークを同時に動かす特殊な守備の一手。
キャンディデイトマスター
国際チェス連盟が授与する入門的なタイトルの1つ。略称CM。 → 国際チェス連盟のタイトル#キャンディデイトマスター (Candidate Master, CM)
ギャンビット
序盤に意図的に駒やポーンを犠牲にして展開を有利にする戦法。→ギャンビット
キング
最重要の駒。王。詰まされると負けになる。
キングサイド
キングの初期位置側（e～h列）を指す盤の右側。 → チェスボード#チェスボード内の名称

## く
クイーン
最強の駒で、縦横斜めすべての方向に動ける。女王。
クイーンサイド → チェスボード#チェスボード内の名称
クイーンの初期位置側（a～d列）を指す盤の左側。
グッド・ビショップ
自分のポーンと利きがかぶらず、自由に動けるビショップ。→ ビショップ#ビショップの特色
グランドマスター
最も権威のある国際タイトル。略称はGM。
クレージーハウス
落ち駒ルールを含む変則チェス。攻撃性が高い。
クローズゲーム
中央が閉じた状態の局面で、緩やかな展開が多い。
クロス・ピン
2つのピンが交差している状態。動かすと複数駒が失われる。→ ピン (チェス)#クロス・ピン

## こ
国際チェス連盟
世界チェスの統括団体。通称FIDE（フィデ）。
国際チェス連盟のタイトル
FIDEが授与する称号（GM, IM, FMなど）。
駒
チェスボード（チェス盤）の上に配置するパーツ。キング、クイーン、ルーク、ビショップ、ナイト、ポーン。
コンビネーション
計画的な連続技で、相手のミスを誘導する手順。
コンピュータチェス
コンピュータが指すチェス、あるいはチェスを指すコンピュータ。AIや思考エンジンとの対局、あるいは解析など。

## さ
サクリファイス
意図的に駒を差し出して得を狙う戦術。戦術的犠牲。
サブセンター
→ チェスボード#チェスボード内の名称。そのほか、地方にあるチェス活動の拠点となる団体や施設を意味することも。
三角法
キングの三角移動でテンポ差を作るテクニック。特にエンドゲームで使用される。

## し
定跡
多くの対局を通じて研究された序盤の一連の最善手。

## す
スリーフォールド・レピティション（同形三復）
同一局面が3回出ると引き分けが宣言できるルール。 → 千日手#チェスにおける千日手
ステイルメイト
手番のプレイヤーに合法手がなく、かつキングが詰んでいない状態。引き分け。
スマザード・メイト
自駒に囲まれたキングをナイトで詰ます鮮やかな詰み。

## せ
セオリー
主にオープニングで使われる理論や手順の総称。 →定跡
世界ジュニアチェス選手権
若手選手（20歳未満）を対象とした国際チェストーナメント。
世界チェス選手権
チェスの世界チャンピオンを決定する最高峰の大会。
セブンスランク・ルーク
敵陣の7段目に侵入したルーク。強力な攻撃力を発揮。→ ルーク#ルークの特色
セミオープンゲーム
中央で片側だけポーン交換が行われたオープニング。
センター
盤面中央（d4, d5, e4, e5）を指し、戦略的に重要。 → チェスボード#チェスボード内の名称
全日本チェス選手権
日本国内のチャンピオンを決める主要な公式大会。

## た
ダイアゴナル
盤面の斜めのライン。ビショップが動ける範囲。 → チェスボード#チェスボード内の名称
対局時計
各プレイヤーの持ち時間を管理する2面式の時計。
代数式
e4やNf3のように記録する記譜法。標準形式。→ 棋譜#代数式
タッチアンドムーブ
触れた駒は原則として動かさなければならない。
ダブルチェック
動かした駒とその後ろにいた駒で同時にチェックをかけること。両王手。
ダブルポーン
同じ列に2つの自ポーンが並んだ状態。弱点になりやすい。 → ポーン#さまざまなポーンの形

## ち
チェス・オリンピアード
国際チェス連盟主催の国別団体戦。
チェス・クロック
持ち時間制の対局で使用される2面式の時計。対局時計
チェスのルール
駒の動かし方や勝敗条件などの規則全般。
チェス盤
8×8マス、64マスで、濃い色と薄い色などが交互の市松模様の盤。 → チェスボード
チェスボード
チェス盤と同義。
チェス・プロブレム
詰みなどをテーマにしたチェスの課題・問題。
チェック
キングを攻撃している状態。相手キングに自分の駒が利いている状態。
チェックメイト
キングが詰まされた状態。次にどの駒を動かしてもキングに敵の駒が利いている状態。勝敗が決まる。

## つ
通信チェス
郵便やeメールなどで行うチェス対局。
ツークツワンク
手番が来ること自体が不利になる局面。
詰めチェス
キングを詰ます手順を解く練習問題。 →チェス・プロブレム、エンドゲーム・スタディ

## て
ディスカバードアタック
別の駒が動いて、背後の駒の攻撃が現れる形。
ディスカバード・チェック
動かした駒の後ろからチェックをかける技。 →王手#特殊なチェック
ドロー
引き分け。両者勝敗がつかない局面や条件。 →チェスのルール#ドロー（引き分け）
ドレスデン・チェス・オリンピアード
2008年にドイツ・ドレスデンで行われたチェス・オリンピアード。

## な
ナイト
L字型に動く駒。飛び越えが可能。
ナイトの顔の向き
→ ナイト (チェス)#ナイトの顔の向き

## に
日本チェス協会
かつて日本でチェスを普及させ大会運営した団体。法人ではなく個人事業だった。2019年1月に活動終了。
日本チェス連盟
現在の日本のFIDE加盟のチェス競技連盟。日本チェス協会の事業を引き継いで2019年2月に設立された。

## は
バグハウスチェス
チーム戦の変則チェスで、取った駒を味方が使用可。
パスポーン
相手のポーンに妨げられず進めるポーン。 → ポーン#さまざまなポーンの形
バックランク
自陣最終列（1段目または8段目）のライン。 → チェスボード#チェスボード内の名称
バックワード・ポーン
隣接列より後方にある孤立気味のポーン。 → ポーン#さまざまなポーンの形
バッド・ビショップ
自分のポーンと同色マスに閉じ込められたビショップ。 → ビショップ#ビショップの特色
パーペチュアル・チェック
永遠にチェックを繰り返して引き分けになる状態。 → 千日手#チェスにおける千日手
早指しチェス
持ち時間の短いスピーディな対局形式。
バリエーション
定跡や戦型の細かな分岐。手順の派生形。

## ひ
ビショップ
斜め方向に自由に動ける駒。僧侶。
ヒドラ (チェス)
2002年-2005年に活躍した強力なチェスコンピュータ。
ピン (チェス)
動かすと重要な駒が取られる状態で固定されること。

## ふ
ファイル
盤面の縦の列（a〜h列）のこと。 → チェスボード#チェスボード内の名称
フィックスド・ポーン
動けず固定されているポーン。攻撃対象になりやすい。  → ポーン#さまざまなポーンの形
フェアリーチェス
通常のルールとは異なる特別ルールのチェス。 →変則チェス
フィアンケット
ビショップをb2/g2やb7/g7に展開する布陣。
フォーク
一手で複数の駒を同時に攻撃する手筋。ナイトが得意とする。
プロブレム
チェスの問題。詰めチェスや芸術的な作品がある。 →チェス・プロブレム
プロモーション
ポーンが敵陣最終列に達して他の駒に昇格すること。→ ポーン#プロモーション（昇格・成る）

## へ
変則チェス
通常ルールと異なるチェスの総称。バリエーションチェス。

## ほ
ポーン
最も数が多い駒。前進しかできないが、敵陣最終列に達すれば他の駒に昇格可能。
ポーン・チェーン
互いに斜め前でつながったポーンの構造。防御に強い。 → ポーン#さまざまなポーンの形

## み
ミドルゲーム
中盤戦。序盤戦の後であり、終盤戦の前。戦略や駆け引きが中心。

## め
メイト
キングが詰まされた状態。勝敗が決まる。チェックメイトと同義。 →チェックメイト

## ら
ランク
盤面の横の列（1〜8段）のこと。 → チェスボード#チェスボード内の名称

## る
ルーク
縦横に直進する強力な駒。キャスリングにも関与。

## れ
レイティング（レーティング）
プレイヤーの実力を数値で表す評価制度。→チェス#レーティング

## 英数
- CM → 国際チェス連盟のタイトル#キャンディデイトマスター (Candidate Master, CM)
- ECO
- FIDE → 国際チェス連盟
- FM → 国際チェス連盟のタイトル#FIDEマスター (FIDE Master, FM)
- FIDEマスター → 国際チェス連盟のタイトル#FIDEマスター (FIDE Master, FM)
- GM → グランドマスター
- IM → 国際チェス連盟のタイトル#インターナショナルマスター (International Master, IM)
- JCA → 日本チェス協会
- NCS → National Chess Society of Japan（日本チェス連盟)
- USCF → アメリカ合衆国チェス連盟
- WCM → 国際チェス連盟のタイトル#ウーマンキャンディデイトマスター (Woman Candidate Master, WCM)
- WFM → 国際チェス連盟のタイトル#ウーマンFIDEマスター (Woman FIDE Master, WFM)
- WGM → 国際チェス連盟のタイトル#ウーマンキャンディデイトマスター (Woman Candidate Master, WCM)
- WIM → 国際チェス連盟のタイトル#ウーマンインターナショナルマスター (Woman International Master, WIM)
- 2006年アジア競技大会におけるチェス競技
- 50手ルール